# Kilmacduagh Monastery

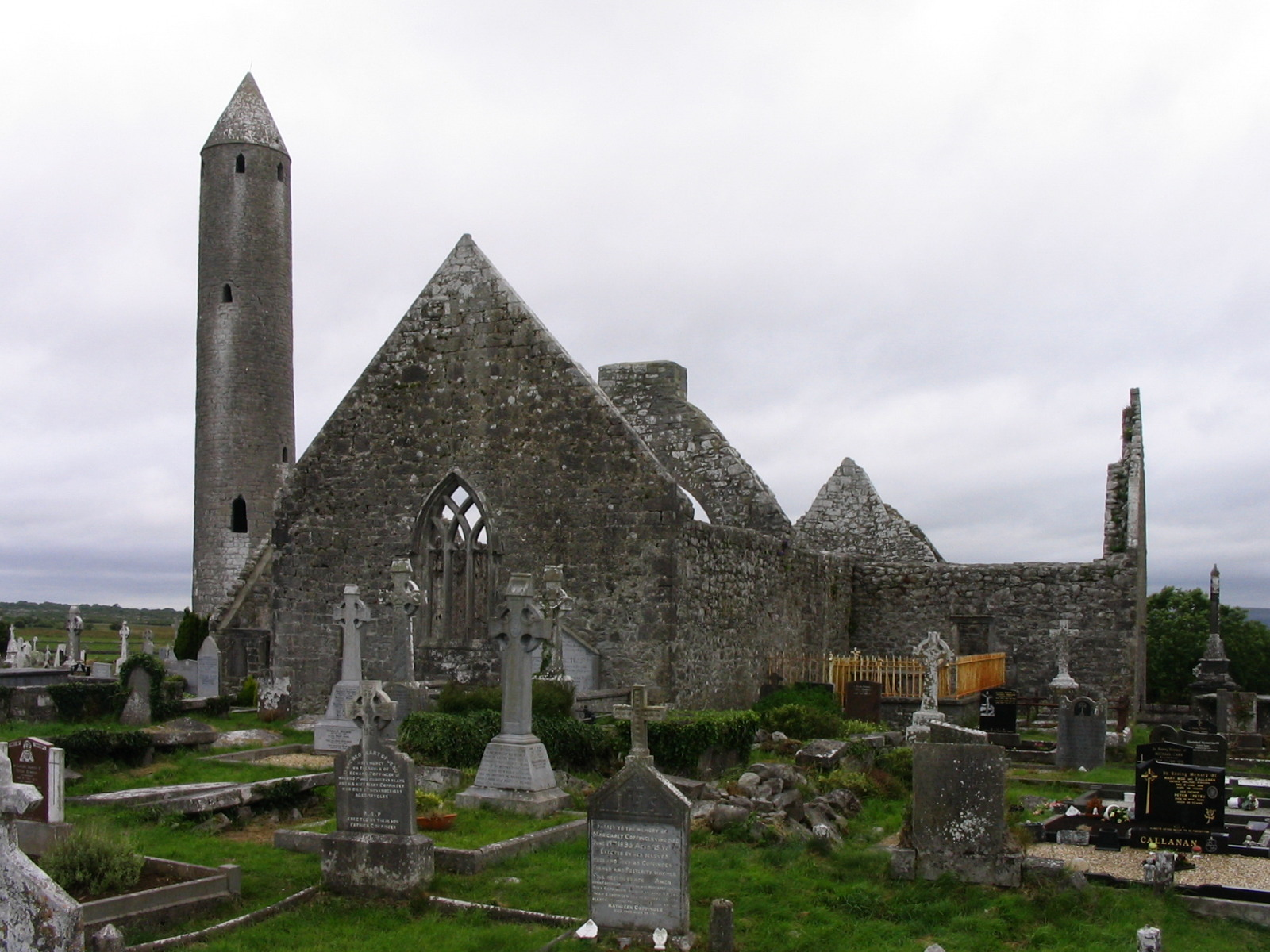
Die Kathedrale von Kilmacduagh

Kilmacduagh. Rundturm und Kathedrale

Kilmacduagh Monastery (irisch Cill Mhic Dhuach) ist eine Klosterruine im Ort Kilmacduagh, 5 km westlich der Ortschaft Gort im County Galway in Irland.
Das Kloster soll im 7. Jahrhundert vom Heiligen Colman MacDuagh von der Iroschottischen Kirche gegründet worden sein, der das Land vom König Guaire von Connacht erhielt. Die Kirchen sind bereits im 13. Jahrhundert geplündert worden. Trotzdem war es vom 17. bis zum 19. Jahrhundert im Wechsel mit Kilfenora Bischofssitz.

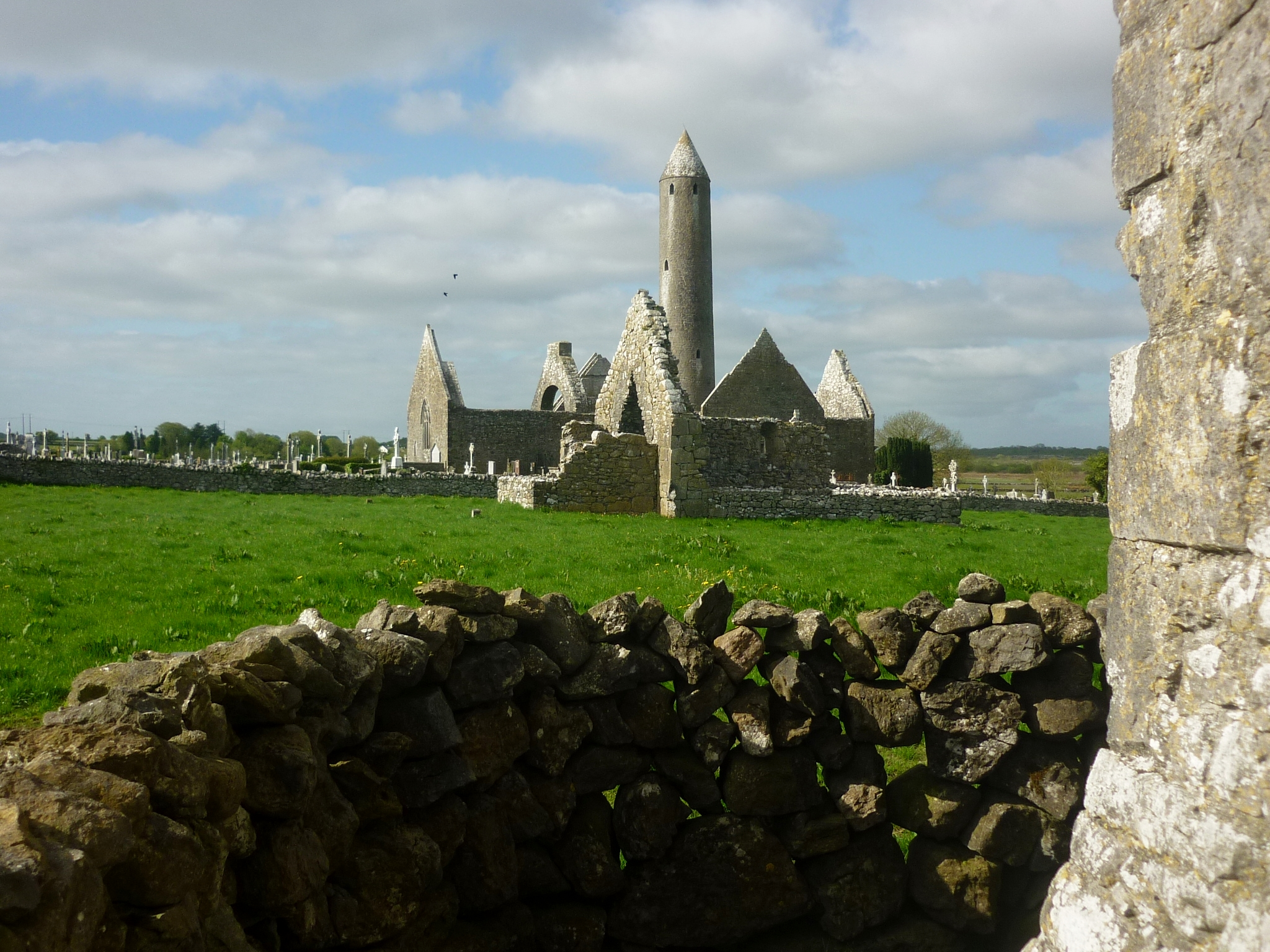
Kathedrale und Rundturm

Die Kathedrale, deren frühester Teil im 11. Jahrhundert gebaut wurde, ersetzte eine Holzkirche. 
Der (schiefe) Rundturm gehört zu den bestbewahrten in Irland. Mit fast 35 m ist er der höchste noch vollständige Turm. Er weist eine Abweichung von 60 cm aus der Senkrechten auf und stammt ungefähr aus dem 12. Jahrhundert.
Temple Mary ist eine kleine Kirche aus dem 13. Jahrhundert, gebaut aus den Steinen einer älteren Kirche. Ein Teil der Kirche von Johannes dem Täufer ist wahrscheinlich älter als die Kathedrale.
Das Glebe House diente der Residenz des Bischofs. Es stammt aus dem 14. Jahrhundert und wurde später umgebaut. Vor einiger Zeit wurde es restauriert.
Die O’Heyne’s Church wurde in der ersten Hälfte des 13. Jahrhunderts erbaut. Die Kirche hat über der Kanzel einen Torbogen mit reichhaltiger Steinmetzarbeit, der auf Säulen mit Blumen- und Tierverzierungen steht. Der Clan O’Heyne, nach dem die Kirche benannt ist, führt als Vorfahren jenen King Guaire Aidhne, der das Land für das Kloster gab, und erbaute um 1520 auch das nach Guaire benannte Dunguaire Castle bei Kinvara.

## Quelle
- The Office of Public Works, Irl.